# Ford Mondeo
Ford Mondeo är en bilmodell från Ford. Den är framhjulsdriven och har tillverkats sedan 1993, då den ersatte Ford Sierra. Sedan Scorpio togs ur produktion 1998 är Mondeo den största personbilen i Fords program. Den var redan från början den största bil med framhjulsdrivning som Ford tillverkade. Namnet "Mondeo" syftade på att det var en "världsbil" (på spanska är "mondo" = värld) som skulle tillverkas och säljas över hela världen under samma namn.  
MK1 (1993-1996) gick att få med fyrcylindriga bensinmotorer mellan 1,6-2,0 liter samt en 1,8 liters diesel. En 2,5 liters V6 motor om 170 hk fanns också att tillgå. 4-stegs automat erbjöds till 2,0 och 2,5 - annars 5 växlad manuell. Modellen fick mycket bra kritik av motorpressen för dess köregenskaper, medan halvljuset ansågs katastrofalt dåligt och pekades ut som en säkerhetsrisk. Karossvarianter: Sedan, Halvkombi och Kombi.
MK2 (1996-2000) Mondeo genomgick till årsmodell 1997 en större omdesign: Ny inredning, ny front med bättre strålkastare, ny akter, nya färger och nya fälgar etc. Kombivarianten är dock att skilja åt MK1 bakifrån, endast arrangemanget runt nummerplåten är omgjort. Fyrhjulsdriften togs ur sortimentet. 1999 presenterades ST 200 som var en prestandaversion av Mondeo. Sportigt chassi, 24V V6 på 205 hk, dubbla utblås och andra kjolar samt annorlunda inredning med Recarostolar.
MK3 I slutet av 2000 som årsmodell 2001 presenterades en helt ny Mondeo, som storleksmässigt gick förbi bilar som Volvo V70 och SAAB 9-5. Den kom att bli en ny måttstock för körglädje i övre mellanklassen och övertygade motorpressen i det mesta. Dock var kvalitetskänslan inte i klass med till exempel VW Passat, och 2,5 liters V6an som hängt med Mondeo sedan 1993 kändes inte lika pigg längre. Ford valde dock att behålla 2,5 liters sexan men kompletterade med en 3,0 liters V6 på 204 hk. Lilla V6an gick till skillnad från den nya V6an att beställa med 5-växlad "tiptronic" automat. Andra motoralternativ var en ny 2-liters fyrcylindrig motor på 145 hk vilken fick mycket god kritik, dock fick man nöja sig med den gamla 4-stegade automaten om man inte ville växla själv. Varefter kom nya motorer att läggas till i modellprogrammet; till exempel 1,8L bensin 125-130 hk, 2,0tdci diesel 90-130 hk och 2,2tdci 155 hk (se motorlista). Den sistnämnda knattrade mer än vissa konkurrenters tystare dieslar men gick desto bättre.
Då ST 200 som lanserades sent i föregångarens livscykel blev en succé lanserade Ford redan 2002 en ST variant. Den kom att kallas ST 220 och innebar 226 hk och en V6 på 3,0 liter - först med 5-växlad låda, men redan 2004 fick den 6-växlad låda. ST 220 blev en riktig försäljningssuccé i Sverige med sitt överlägsna framträdande på vägen, och med ett pris som en snikutrustad V70. Karossvarianter: Sedan, Halvkombi och Kombi.
MK4 Den fjärde versionen kom under våren 2007, och lanserades bland annat i filmen Casino Royale. Den senaste Mondeon bygger på samma bottenplatta som nya Volvo V70 och S80. Detta är ett resultat av samarbetet mellan Ford och Volvo. Modellen kom aldrig att presenteras i någon ST variant. Karossvarianter: Sedan, Halvkombi och Kombi. Sedanen var längre och dyrare än halvkombin och var tänkt att locka de som saknade en modern Scorpio/Granada. Dock sålde inte sedanen som Ford hade hoppats, och slutade successivt att tas in till Sverige. Med faceliftet 2010 togs den 
ur modellprogrammet, likaså i Tyskland - vilket ger indikation på att Ford gett upp lyxbilsköparna och koncentrerar sig på budgetbilar. 
MK5 kom 2015 till Sverige och såldes fram till 2022. I denna generation erbjöds bensin-, diesel och även en kombinerad bensin och elhybrid. AWD fanns på dieselmodellerna. Utrustningsnivåerna var Trend, Titanium, ST-line samt Vignale. 
Kombin har något sämre besiktningsresultat än sedanversionen, vilket är normalt då kombibilar används mer som bruksfordon.
Mondeo tillverkas eller monteras i Fordfabrikerna i Belgien, Kina, Sydafrika, Taiwan och Vietnam. 
Den femte generationen av Mondeo saloon släpptes i Kina i januari 2022. Ford bekräftade att modellen skulle marknadsföras i Europa och Nordamerika.

## Fler bilder

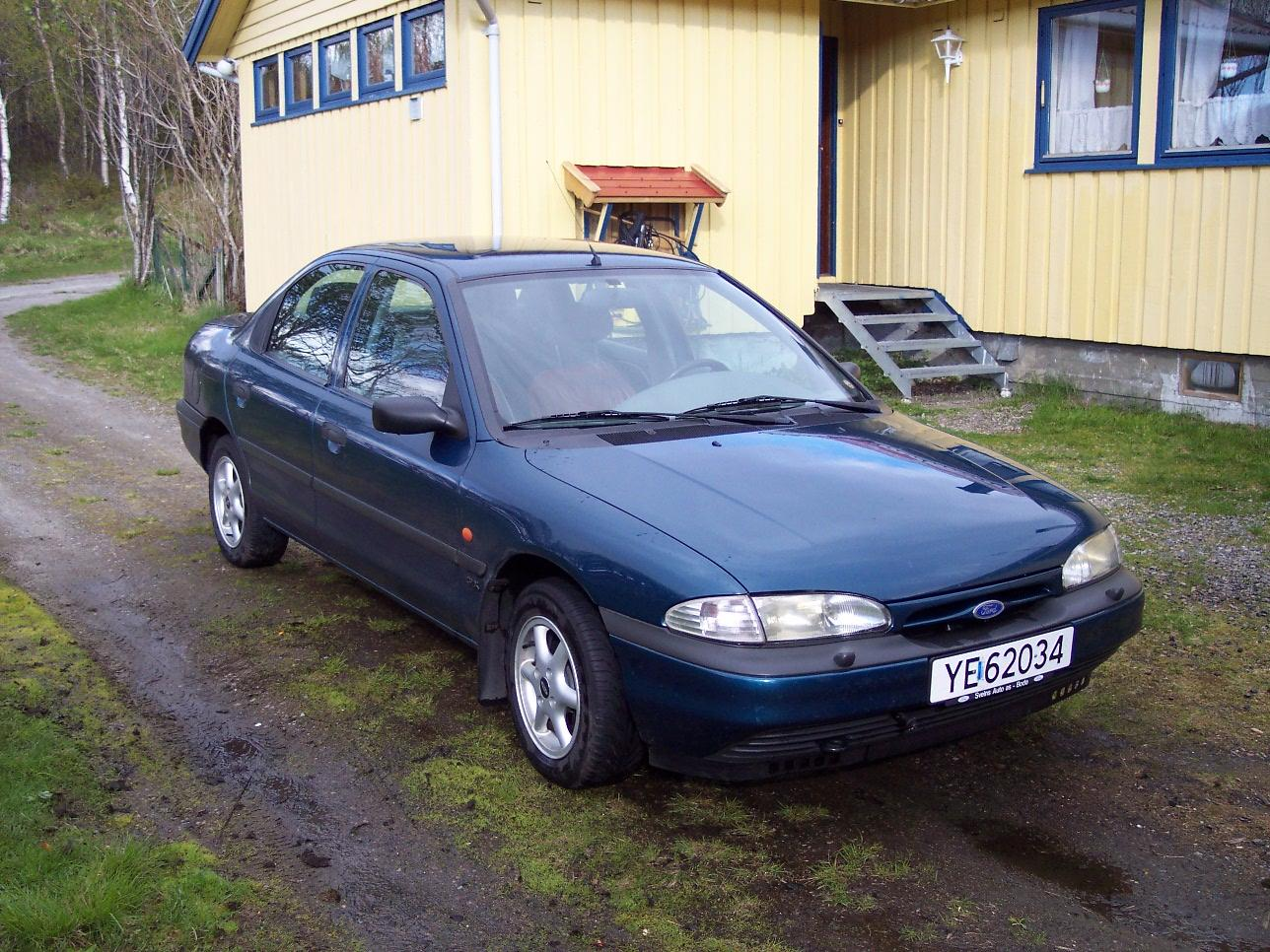
Första generationens Mondeo
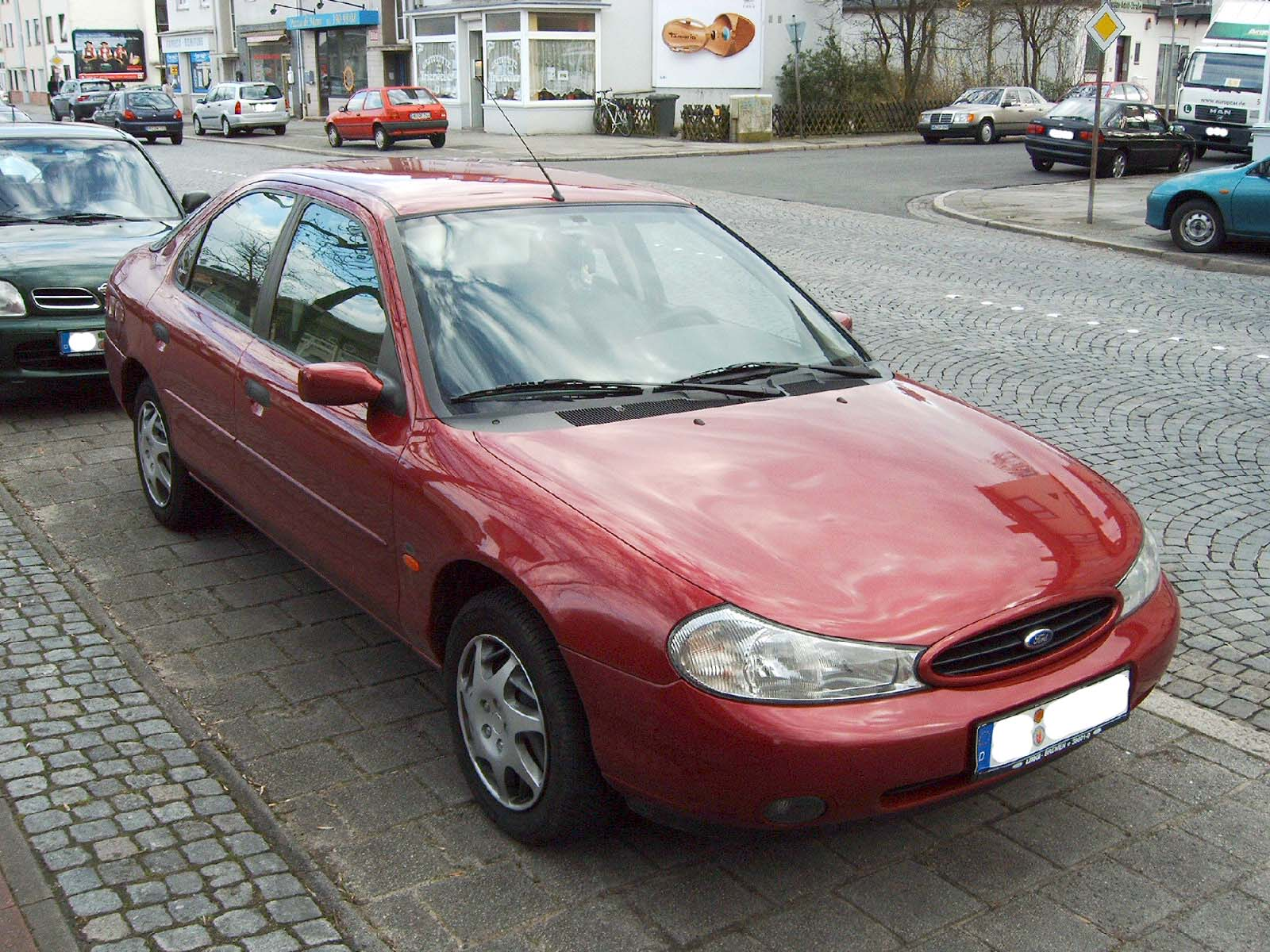
Andra generationens Mondeo
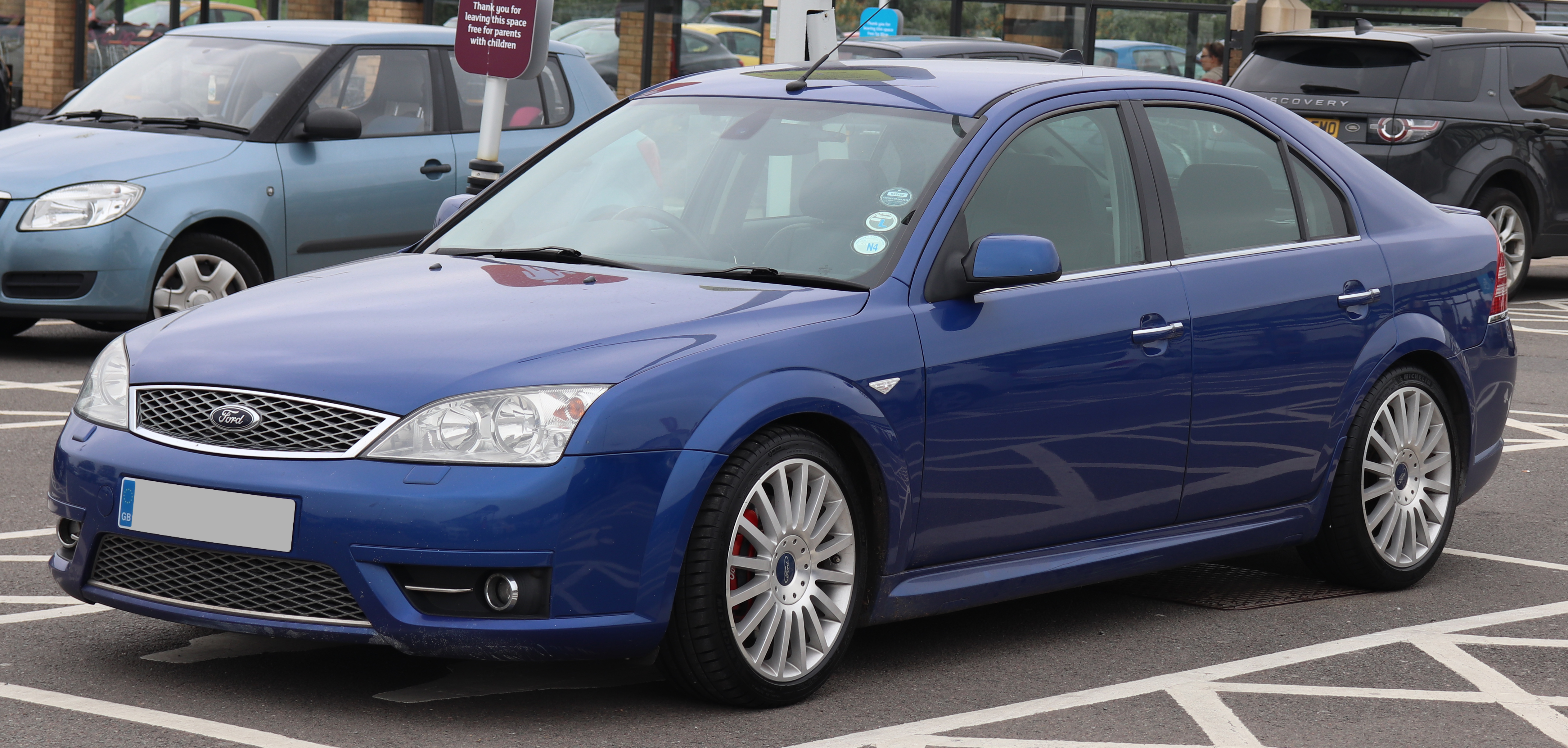
Tredje generationens Mondeo
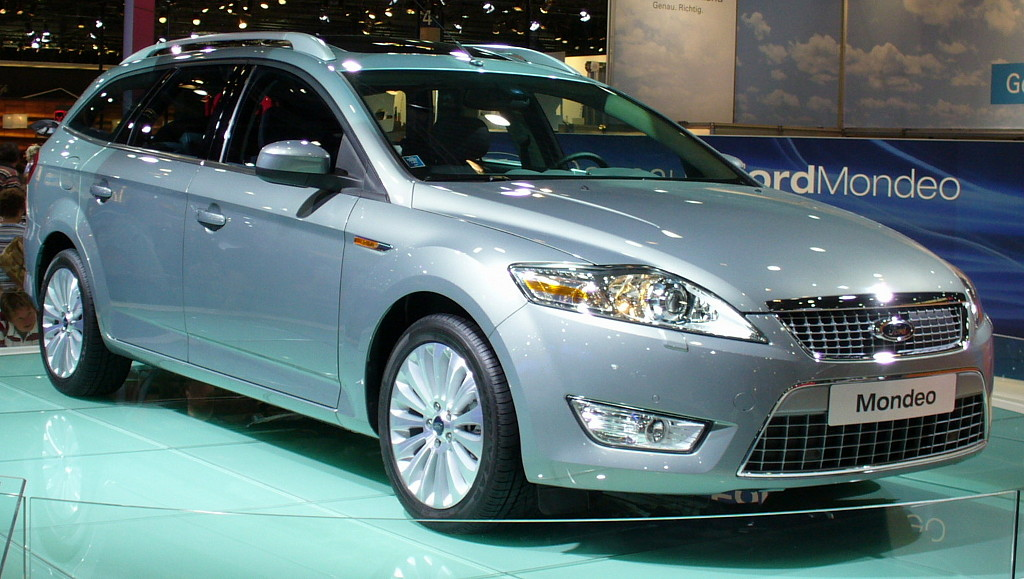
Fjärde generationens Mondeo
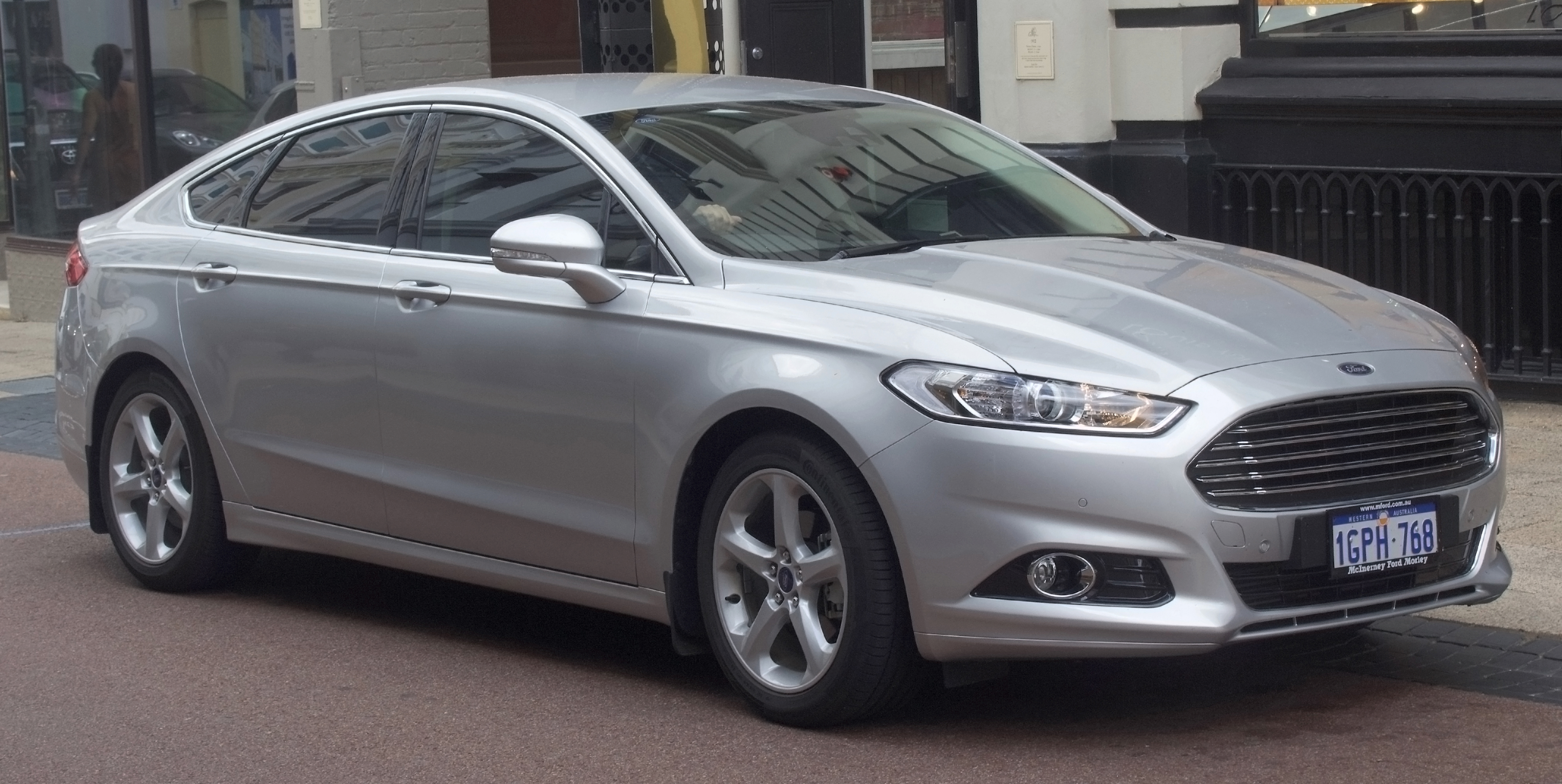
Femte generationens Mondeo

## Motoralternativ

### Mondeo Mk I
| Modell | Årsmodell | Motor                   | Cylindervolym | Effekt | Vridmoment | Bränslesystem      |
| ------ | --------- | ----------------------- | ------------- | ------ | ---------- | ------------------ |
| 1.6    | 1993-1996 | 4-cyl radmotor DOHC 16V | 1597 cm³      | 90 hk  | 138 Nm     | Bränsleinsprutning |
| 1.8    | 1993-1996 | 4-cyl radmotor DOHC 16V | 1796 cm³      | 115 hk | 158 Nm     | Bränsleinsprutning |
| 2.0    | 1993-1996 | 4-cyl radmotor DOHC 16V | 1988 cm³      | 136 hk | 175 Nm     | Bränsleinsprutning |
| 2.5    | 1994-1996 | V6-motor DOHC 24V       | 2544 cm³      | 170 hk | 220 Nm     | Bränsleinsprutning |
| 1.8 TD | 1993-1996 | 4-cyl radmotor SOHC 8V  | 1753 cm³      | 88 hk  | 178 Nm     | Turbodiesel        |

### Mondeo Mk II
| Modell    | Årsmodell | Motor                   | Cylindervolym | Effekt | Vridmoment | Bränslesystem      |
| --------- | --------- | ----------------------- | ------------- | ------ | ---------- | ------------------ |
| 1.6       | 1997-1999 | 4-cyl radmotor DOHC 16V | 1597 cm³      | 90 hk  | 138 Nm     | Bränsleinsprutning |
| 1.6       | 2000      | 4-cyl radmotor DOHC 16V | 1597 cm³      | 95 hk  | 142 Nm     | Bränsleinsprutning |
| 1.8       | 1997-2000 | 4-cyl radmotor DOHC 16V | 1796 cm³      | 115 hk | 158 Nm     | Bränsleinsprutning |
| 2.0       | 1997-2000 | 4-cyl radmotor DOHC 16V | 1988 cm³      | 130 hk | 178 Nm     | Bränsleinsprutning |
| 2.5       | 1997-2000 | V6-motor DOHC 24V       | 2544 cm³      | 170 hk | 220 Nm     | Bränsleinsprutning |
| 2.5 ST200 | 2000      | V6-motor DOHC 24V       | 2495 cm³      | 205 hk | 235 Nm     | Bränsleinsprutning |
| 1.8 TD    | 1997-2000 | 4-cyl radmotor SOHC 8V  | 1753 cm³      | 90 hk  | 177 Nm     | Turbodiesel        |

### Mondeo Mk III
| Modell    | Årsmodell | Motor                   | Cylindervolym | Effekt | Vridmoment | Bränslesystem      |
| --------- | --------- | ----------------------- | ------------- | ------ | ---------- | ------------------ |
| 1.8       | 2001–2007 | 4-cyl radmotor DOHC 16V | 1798 cm³      | 110 hk | 165 Nm     | Bränsleinsprutning |
| 1.8       | 2001-2007 | 4-cyl radmotor DOHC 16V | 1798 cm³      | 125 hk | 170 Nm     | Bränsleinsprutning |
| 1.8 SCi   | 2003-2007 | 4-cyl radmotor DOHC 16V | 1798 cm³      | 130 hk | 175 Nm     | Direktinsprutning  |
| 2.0       | 2001-2007 | 4-cyl radmotor DOHC 16V | 1999 cm³      | 145 hk | 190 Nm     | Bränsleinsprutning |
| 2.5       | 2001-2007 | V6-motor DOHC 24V       | 2495 cm³      | 170 hk | 220 Nm     | Bränsleinsprutning |
| 3.0       | 2004-2007 | V6-motor DOHC 24V       | 2967 cm³      | 204 hk | 263 Nm     | Bränsleinsprutning |
| 3.0 ST220 | 2002-2007 | V6-motor DOHC 24V       | 2967 cm³      | 225 hk | 285 Nm     | Bränsleinsprutning |
| 2.0 TDDi  | 2001-2002 | 4-cyl radmotor DOHC 16V | 1998 cm³      | 90 hk  | 254 Nm     | Turbodiesel        |
| 2.0 TDDi  | 2001-2002 | 4-cyl radmotor DOHC 16V | 1998 cm³      | 115 hk | 285 Nm     | Turbodiesel        |
| 2.0 TDCi  | 2002-2006 | 4-cyl radmotor DOHC 16V | 1998 cm³      | 115 hk | 280 Nm     | Turbodiesel        |
| 2.0 TDCi  | 2001-2006 | 4-cyl radmotor DOHC 16V | 1998 cm³      | 130 hk | 330 Nm     | Turbodiesel        |
| 2.2 TDCi  | 2004-2007 | 4-cyl radmotor DOHC 16V | 2198 cm³      | 155 hk | 360 Nm     | Turbodiesel        |

### Mondeo Mk IV
| Modell   | Årsmodell | Motor                   | Cylindervolym | Effekt | Vridmoment              | Bränslesystem      |
| -------- | --------- | ----------------------- | ------------- | ------ | ----------------------- | ------------------ |
| 1.6      | 2008-     | 4-cyl radmotor DOHC 16V | 1596 cm³      | 110 hk | 160 Nm                  | Bränsleinsprutning |
| 1.6      | 2008-     | 4-cyl radmotor DOHC 16V | 1596 cm³      | 125 hk | 160 Nm                  | Bränsleinsprutning |
| 2.0      | 2008-     | 4-cyl radmotor DOHC 16V | 1999 cm³      | 145 hk | 190 Nm                  | Bränsleinsprutning |
| 2.3      | 2008-     | 4-cyl radmotor DOHC 16V | 2261 cm³      | 160 hk | 208 Nm                  | Bränsleinsprutning |
| 2.5T     | 2008-     | 5-cyl radmotor DOHC 20V | 2521 cm³      | 220 hk | 320 Nm                  | Bränsleinsprutning |
| 1.8 TDCi | 2008-     | 4-cyl radmotor SOHC 8V  | 1753 cm³      | 100 hk | 280 Nm                  | Turbodiesel        |
| 1.8 TDCi | 2008-     | 4-cyl radmotor SOHC 8V  | 1753 cm³      | 125 hk | 320 Nm                  | Turbodiesel        |
| 2.0 TDCi | 2008      | 4-cyl radmotor DOHC 16V | 1997 cm³      | 130 hk | 320 Nm                  | Turbodiesel        |
| 2.0 TDCi | 2008-     | 4-cyl radmotor DOHC 16V | 1997 cm³      | 140 hk | 320 Nm                  | Turbodiesel        |
| 2.2 TDCi | 2008-     | 4-cyl radmotor DOHC 16V | 2198 cm³      | 175 hk | 400 Nm                  | Turbodiesel        |
| 2.2 TDCi | 2010-2014 | 4-cyl radmotor DOHC 16V | 2198 cm³      | 200 hk | 420 (450 vid Overboost) | Turbodiesel        |